# Retrolidia serrata
Retrolidia serrata är en insektsart som beskrevs av Dietrich 2003. Retrolidia serrata ingår i släktet Retrolidia och familjen dvärgstritar. Inga underarter finns listade i Catalogue of Life.